# White hat og black hat
White hat og black hat er begreber, der i forskellige sammenhænge betegner forskellige etiske tilgange til hacking, søgemaskineoptimering, markedsføring og andre emner.
Ved "white hat" forstås en tilgang, hvor man overholder diverse regler og respekterer brugerinteresser og privatlivets fred, mens "black hat" er det modsatte, hvor man ikke tager sådanne hensyn.
Også begrebet grey hat er set, og betegner en mellemsituation, hvor man er "lige på grænsen".